# Jama Music
Jama Music — узбецький попрок-гурт, створений в 2003 році студентами Узбецької державної консерваторії в Ташкенті. Засновники ансамблю та його перші виконавці — Джамшид Шодієв та Джамшид Гафаров (назва ансамблю походить від імені учасників — «Джама»). Гурт отримав різноманітні нагороди та номінації, серед яких премія «Тарона» та дві «Золота нота», три премії «РізаНова», сім премій «НТТ», у 2011 році група отримала державну премію «До'стлік».
Гурт дебютував у 2003 році як невелика група з двох учасників, яка випускала музику узбецькою, таджицькою та казахською мовами. Наступні альбоми також були успішними, і Jama Music стала найвпливовішою групою між 2004 і 2005 роками, згідно з узбецьким журналом Darakchi. Різноманітні видання також назвали їх одним із найбільших бойз-бендів Узбекистану, і вони знаходяться в авангарді попроку з чіткою хореографією в поєднанні з піснями, створеними талановитими авторами пісень і продюсерами Jama Music і відшліфованими з їх індивідуальністю.

## Історія
Наприкінці 2003 року учень Академічного ліцею Джамшид Шодієв та його друг Джамшид Гафаров вирішили створити вокально-інструментальний ансамбль (ВІА) на хвилі Jama Music. У 2004 році в узбецькій поп-музиці почала свою діяльність група Jama Music. Успіх гурту принесла пісня «Айлантирма гапні», написана на вірші учасника гурту Джамшида Шодієва. Пісні з першого альбому «Кора-Кашим» 2004 року досі мають велике значення. Його кліпи на пісні «Senga» та «Where are you» на початку 2005 року привернули увагу своєю сучасністю. Велику популярність принесли пісні «Кел бір бор» у виконанні Даврона Ергашева та «Яна» у виконанні Рашида Халікова. 31 серпня 2006 року на святкуванні 10-річчя Tarona Records, яке проходило в Палаці дружби народів, (Джамшид Шодієв) виконав написану ним пісню «Senga» і продемонстрував свій справжній талант. Оплески отримала й композиція «Кайда бор», виконана у 2007 році. Гурт Jama Music вже деякий час співпрацює зі студією Tarona Records. Стан і стиль народної пісні гурту відхиляється від традицій і стилістики співу, більше уваги приділяється досягненню вокального супроводу музики. Проте його внесок у резонанс узбецької народної пісні у світовому масштабі незрівнянний. Сприяє подальшому розвитку гурту.

## Учасники
- Джамшид Шодієв
- Джамшид Гафаров
- Ботир Хусонбаєв
- Відважний Бадалбаєв
- Міршад
- Хамід Ніязмов
- Момін Реза
- Шахрукх Кхан
- Руслан Мірзаєв
- Азамат
- Ізатилло Номозвич
- Умідхан

## Дискографія

#### Студійні альбоми
- 2004: Aylantirmagin gapni
- 2005: Qayda bor
- 2007: Senga
- 2008: Seni sevaman
- 2009: Bobo
- 2010: Faryod
- 2011: Qanday unutay
- 2012: Dil devona

#### Відеоальбоми
- 2005: Qayda bor
- 2008: Seni sevaman
- 2010: Faryod
- 2012: Dil devona

## Нагороди та номінації
| Рік  | Нагорода                                      | Категорія                    | Музика              | Результат |
| ---- | --------------------------------------------- | ---------------------------- | ------------------- | --------- |
| 2003 | Tarona Premios                                | Наймолодша гурт року         |                     | Перемога  |
| 2004 | Tarona Premios                                | Найкращий гурт року          | Aylantirmagin gapni | Перемога  |
| 2004 | Premio Nota de Oro                            | Найкращий гурт з Узбекистану | Aylantirmagin gapni | Перемога  |
| 2004 | NTT Premios                                   | Найкращий гурт NTT           | Aylantirmagin gapni | Перемога  |
| 2005 | Golden globe                                  | Кращий хіт року              | Qayda bor           | Перемога  |
| 2005 | Premio Nota de Oro                            | Найкращий гурт року          | Qayda bor           | Перемога  |
| 2005 | Tarona Premios                                | Найкращий відеокліп року     | Qayda bor           | Перемога  |
| 2007 | «Зірковий хіт-парад» радіо «Uzbegim taronasi» | Золотий диск                 | Qayda bor           | Перемога  |
| 2007 | Golden globe                                  | Кращий хіт року.             | Baxt Qushi          | Перемога  |
| 2007 | 30 TV Premios                                 | Найкращий хіт року           | Baxt Qushi          | Перемога  |
| 2007 | «Зірковий хіт-парад» радіо «Uzbegim taronasi» | Золотий диск                 | Bilmadim            | Перемога  |
| 2009 | NTT Premios                                   | Найкращий гурт NTT           | Senga               | Перемога  |
| 2009 | «Зірковий хіт-парад» радіо «Uzbegim taronasi» | Золотий диск                 | Senga               | Перемога  |
| 2009 | Premio Nota de Oro                            | Найкраща пісня року.         | Bobo                | Перемога  |
| 2011 | «Зірковий хіт-парад» радіо «Uzbegim taronasi» | Золотий диск                 | Qanday unutay       | Перемога  |
| 2011 | Premio Nota de Oro                            | Відео року та Хіт року       | Qanday unutay       | Перемога  |
| 2011 | NTT Premios                                   | Найкраща група NTT           | Qanday unutay       | Перемога  |

- Рік 2011 — Орден Дружби